# Studeno (Železniki, Slovenija)
Studeno je naselje u slovenskoj Općini Železniku. Studeno se nalazi u pokrajini Gorenjskoj i statističkoj regiji Gorenjskoj. 

## Stanovništvo
Prema popisu stanovništva iz 2002. godine naselje je imalo 174 stanovnika.